# Dicaelotus coxaecarinatus
Dicaelotus coxaecarinatus là một loài tò vò trong họ Ichneumonidae.